# Antonov (vliegtuigbouwer)
Antonov is een Oekraïense (voorheen Sovjet-Russische) vliegtuigbouwer en vliegtuigontwerpbureau.
Antonov, of voluit Antonov Aeronautical Scientific/Technical Complex (Antonov ASTC) (Oekraïens: Авіаційний науково-технічний комплекс імені Антонова, АНТК ім. Антонова) bestaat sinds 1946 en is vernoemd naar de oprichter Oleg Antonov (1906–1984). Het bedrijf werd opgericht in Novosibirsk, en in 1952 naar Kiev verplaatst.
Het bekendste Antonov-toestel is waarschijnlijk de Antonov An-225, het grootste vliegtuig ter wereld. Dit toestel is oorspronkelijk ontworpen om een spaceshuttle, de Boeran, te kunnen vervoeren. Het Russische shuttleprogramma werd echter voortijdig geschrapt. Vervolgens stond 's werelds enige An-225 jarenlang stil. De bouw van een tweede toestel werd in 1994 gestaakt. De An-225 is met een nuttig laadvermogen van 250 ton echter ook uitermate geschikt voor het vervoer van andere grote stukken vracht. Daarom besloot Antonov het vliegtuig weer luchtwaardig te maken en in te zetten als transportvliegtuig voor luchtvracht die in geen enkel ander vliegtuig past. Na zeven jaar stilstand en een uitgebreid moderniseringsprogramma vloog de An-225 op 7 mei 2001 opnieuw, waarna het toestel in operationele dienst kwam bij Antonov Airlines, de luchtvaartmaatschappij van het Antonov-ontwerpbureau in Oekraïne. Het vliegtuig is op 27 februari 2022 verwoest als gevolg van een luchtaanval gerelateerd aan de Russisch-Oekraïense Oorlog.

## Antonov-vliegtuigen

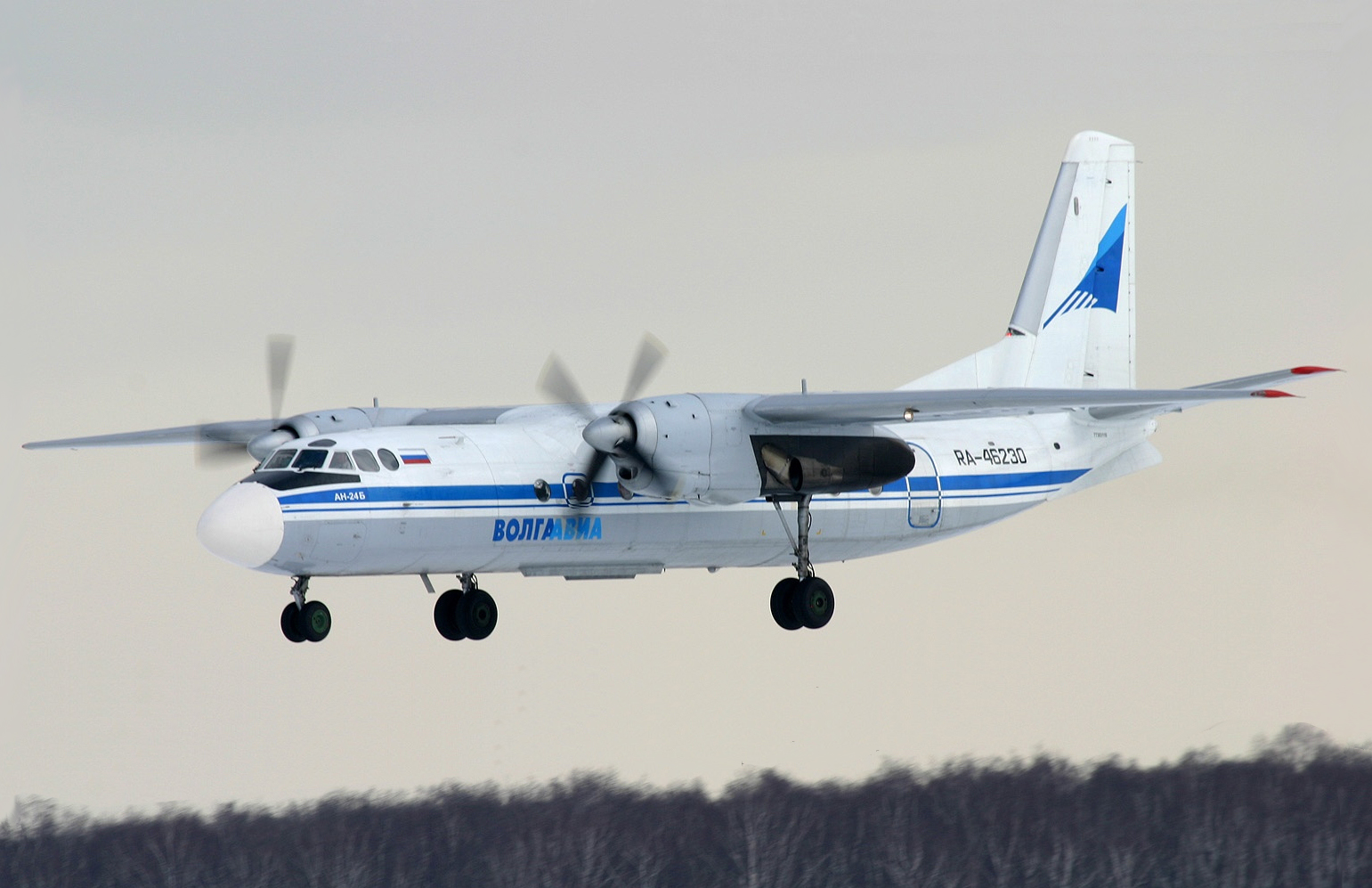
Antonov An-24

De belangrijkste Antonov-toestellen:
- Antonov An-2
- Antonov An-8
- Antonov An-10
- Antonov An-12
- Antonov An-22
- Antonov An-24
- Antonov An-26
- Antonov An-28 / PZL M-28
- Antonov An-30
- Antonov An-32
- Antonov An-38
- Antonov An-70
- Antonov An-71
- Antonov An-72 / 74
- Antonov An-124
- Antonov An-158
- Antonov An-140
- Antonov An-225

Meer toestellen
- Antonov A-2
- Antonov A-7
- Antonov A-9
- Antonov A-11
- Antonov A-13
- Antonov A-15
- Antonov A-40
- Antonov An-3
- Antonov An-4
- Antonov An-6
- Antonov An-14
- Antonov An-88
- Antonov An-148
- Antonov An-174
- Antonov An-180
- Antonov An-204
- Antonov An-218
- Antonov OKA-38
- Antonov SKV